# Милован Шуваков
Милован Шуваков (28. јул 1979, Београд) је српски физичар. Тренутно ради као виши научни сарадник у Институту за физику у Земуну. Пажњу јавности је привукао новим резултатима у решавању проблема три тела у раду који је објавио 2013. године.

## Биографија
Рођен је у Београду. Одрастао је и основну школу је завршио у Кули, а затим је школовање продужио у Математичкој гимназији у Београду коју је завршио 1997. године. Основне студије је завршио на Физичком факултету у Београду. Дипломирао је 2004. године, а после тога је на истом факултету завршио и мастер студије 2005. године. Постдипломске студије је уписао на Универзитету у Љубљани на Институту „Јожеф Стефан“. Докторирао је 2009. године у класи Босиљке Тадић са тезом из области нанофизике.

## Рад
Шуваков данас ради као виши научни сарадник у Институту за физику у Земуну. Бави се нумеричким симулацијама из више области, међу којима су нанофизика, електроника, физика кваркова, физика плазме, топологија.
Поред тога, Милован је председник Друштва за промоцију и популаризацију науке и сарадник Центра за промоцију науке. Од 2010. до 2012. године био је руководилац семинара математике у Истраживачкој станици Петница. Од 2014. године ради и у Министарству просвете, науке и технолошког развоја као саветник министра Срђана Вербића.

### Истраживачки рад
Пажњу светске јавности је привукао новим резултатима у решавању Њутновог проблема три тела, заједно са Вељком Дмитрашиновићем у раду "Три класе Њутнове планарне периодичне орбите три тела" („Three Classes of Newtonian Three-Body Planar Periodic Orbits”) који је објављен у светском часопису за физику Physical Review Letters у марту 2013. године. После Лагранжа и Ојлера који су открили прву класу специјалних случајева у којима је тај проблем решив, две нове фамилије специјалних случајева су пронађене тек развојем рачунара, 1970-их година. У раду су објавили да су пронашли 13 нових фамилија решења Њутновог задатка.
За допринос у области природних наука, 2013. године је са коаутором Дмитрашиновићем примио Награду града Београда.

## Приватни живот
Ожењен са др Соњом Шуваков (рођеном Чучулановић), отац двоје деце. Живи и ради у Земуну.